# Miguel Seabra Fagundes
Miguel Seabra Fagundes (Natal, 30 de julho de 1910 — Rio de Janeiro, 29 de abril de 1993) foi um advogado, jurista e magistrado brasileiro.

## Biografia

### Primeiros anos: Formação Política e Jurídica
Miguel nasceu em Natal em 30 de junho de 1910, filho de João Peregrino da Rocha Fagundes e Cornélia Seabra Fagundes e irmão de José Crisanto Seabra Fagundes e João Peregrino da Rocha Fagundes Júnior. Fez o primário em Natal e, entre 1923 e 1926, realizou os estudos preparatórios cursando o Colégio Diocesano Santo Antônio e prestando exames de revalidação no Ateneu Norte-Rio-Grandense. Em 1927, se transferiu para Recife, onde cursou o primeiro ano da Faculdade de Medicina, mas a abandonou em 1928 para ingressar na Faculdade de Direito da mesma cidade. 
Participou ativamente no centro acadêmico de sua faculdade (atual Diretório Acadêmico Demócrito de Sousa Filho), destacando-se por seus discursos em defesa da Aliança Liberal. Com a derrota da chapa aliancista, apoiou a revolução de outubro de 1930 que depôs Washington Luís e colocou Getúlio Vargas na chefia do Governo Provisório. Em novembro, ainda aluno, foi nomeado oficial-de-gabinete de Irineu Joffily, interventor federal do Rio Grande do Norte. Ficou no gabinete até abril de 1931, quando se demitiu por divergências com o novo interventor Aluísio de Andrade Moura.
De volta a Recife, bacharelou-se em março de 1932 e foi orador de sua turma, proferindo um discurso, segundo seu próprio depoimento, norteado pela convicção nos princípios liberais da Revolução de 1930. 

### Atuação na Advocacia e Ingresso na Magistratura
Logo após formar-se em Recife, retornou a Natal, fixando residência e instalando seu primeiro escritório de advocacia. Durante a Interventoria de Bertino Dutra no Rio Grande do Norte, iniciada em junho de 1932, foi nomeado Delegado-auxiliar do então chefe de polícia do estado, João Café Filho, mas ficou no cargo pouco tempo. Em meio à Revolução Constitucionalista que se estendeu de julho a setembro, foi nomeado Juiz e, pouco tempo depois, designado por Getúlio Vargas como procurador do Tribunal Regional Eleitoral (TRE) do Rio Grande do Norte. Interessou-se pelo integralismo e passou a militar junto à Ação Integralista Brasileira (AIB) em seu estado. 
Em junho de 1935, às vésperas de completar ainda 25 anos, foi nomeado Desembargador do Tribunal de Justiça — então Corte de Apelação — do Rio Grande do Norte, na qualidade de representante dos advogados.

### Contribuição à Justiça brasileira
Seu primeiro livro, O controle dos atos administrativos pelo Poder Judiciário, lançado em 1941 e reeditado em 1950, 1957, 1968, 1979 e 1984, suscitou uma nota crítica negativa do jurista Themístocles Cavalcanti, publicada na revista Direito. 
Em 1942, publicou Da desapropriação no direito brasileiro. Em julho de 1943, ao lado do desembargador Sinval Moreira Dias, representou o Rio Grande do Norte na I Conferência Nacional de Desembargadores, promovida pelo Tribunal de Justiça do Distrito Federal e realizada no Rio de Janeiro, com o objetivo de estudar normas exegéticas à aplicação uniforme da nova legislação penal. Ainda em 1943, representou seu estado no I Congresso Jurídico Nacional, promovido pelo Instituto dos Advogados Brasileiros (IAB) durante as comemorações do centenário de sua fundação. Nesse encontro, defendeu a tese "Da proteção do indivíduo contra o ato administrativo ilegal ou injusto", sofrendo oposição das delegações de São Paulo e Rio Grande do Sul e, mais uma vez, do jurista Themístocles Cavalcanti, do Rio de Janeiro. Com a decretação da Lei Eleitoral de 28 de maio de 1945, ainda durante a vigência do Estado Novo, Seabra Fagundes passou a exercer a presidência do TRE do Rio Grande do Norte.
Em 1946, publicou Dos recursos ordinários em matéria civil. Depois de ter sido Consultor jurídico da Presidência de Eurico Gaspar Dutra, publicou em 1947 os Pareceres do consultor-geral da República.
Em 1949, participou da organização da Faculdade de Direito que seria instalada na cidade de Natal, capital do seu Estado.
Em 1955, época de intensa instabilidade política após o suicídio de Vargas, publicou As forças armadas e a Constituição. 
Conforme registra a tese de Doutorado de Rodrigo Dalledone pela UFPR, Miguel Seabra Fagundes consagrou a teoria do desvio de finalidade para o controle dos atos administrativos não apenas em suas obras, mas também na prática judicial - especialmente no julgamento da Apelação Cível 1422, no ano de 1948 pelo Tribunal de Justiça do Rio Grande do Norte - fundamentação inédita no Poder Judiciário brasileiro. Também a tese de doutorado de Maria de Lurdes Angiolucci pela USP corrobora com essa leitura.

### Nomeação comoInterventor Federal do Rio Grande do NorteeConsultor-Geral da República
Em 3 de novembro de 1945, Miguel foi nomeado interventor federal no Rio Grande do Norte, substituindo Deoclécio Dantas Duarte, interventor em exercício. Pouco tempo depois foi eleito presidente do Tribunal de Justiça do estado, mas só tomaria posse no cargo após deixar a interventoria. Apesar de seu curto período à frente do Executivo estadual — apenas três meses — reduziu de imediato seus subsídios, e, proibindo a publicação no Diário Oficial do estado de matéria elogiosa às decisões por ele tomadas, passou a redigir as justificativas dos atos de sua administração. 
Também durante sua curta gestão, as seções da Ordem dos Advogados do Brasil (OAB) e do IAB do Rio Grande do Norte ganharam nova sede. Em fevereiro, logo após a instalação da Assembleia Nacional Constituinte, deixou a interventoria, sendo substituído por Ubaldo Bezerra de Melo, do Partido Social Democrático (PSD). 
Em seguida tomou posse na presidência do Tribunal de Justiça do estado, mas logo se afastou para assumir o cargo de Consultor-geral da República, para o qual fora nomeado pelo presidente recém-eleito, Eurico Gaspar Dutra. Em agosto seguinte filiou-se ao IAB e, com o restabelecimento da incompatibilidade pela Constituição Federal (1946) promulgada em setembro, demitiu-se da consultoria para não perder seu cargo na magistratura. 

### O retorno à Magistratura e à Advocacia
Retornou ao Rio Grande do Norte, reassumindo a presidência do Tribunal de Justiça no final de 1946. Em 1947, publicou Pareceres do consultor-geral da República, com suas contribuições jurídicas. Foi nesse período que prolatou o histórico voto na Apelação Cível 1422, acolhendo de forma inédita a tese do controle da finalidade dos atos administrativos em 1948 - servindo de precedente para o restante do Judiciário nacional.
Decidindo fixar residência no Rio de Janeiro, capital da República, em março de 1950 exonerou-se da função de desembargador do Tribunal de Justiça e retomou a advocacia. Em julho transferiu sua inscrição na OAB à seção do Rio de Janeiro e foi contratado como assessor jurídico do Conselho Rodoviário Nacional. Em 1950, a seu respeito, o Tribunal de Justiça do Rio Grande do Norte organizou o livro Itinerário de um jurista. 
Desde janeiro de 1951, com a reeleição de Getúlio Vargas, continuou a advogar na capital. Em 1952, foi convidado para integrar o conselho técnico da Confederação Nacional do Comércio (CNC) e, em 1953, tornou-se membro do conselho secional da OAB no Distrito Federal.
Em 11 de agosto de 1954, em meio à crise política que agitava o país, foi eleito Presidente do Conselho Federal da OAB, cargo que automaticamente o tornou presidente da Ordem, e, no fim do mandato, membro nato do conselho. 

### Da Presidência da OAB aoMinistério da Justiça
Com o suicídio de Getúlio Vargas no dia 24, o então vice-presidente João Café Filho assumiu a presidência e nesse mesmo dia tratou de reorganizar o ministério. Diante da saída de Tancredo Neves da pasta da Justiça e da recusa de Nereu Ramos a assumi-la, por sugestão do próprio Nereu e com a aprovação de todos os partidos, convidou Miguel para ocupá-la, segundo seu próprio depoimento, por ser "jurista alheio à política". Pedindo algum tempo para pensar e consultar seus irmãos, não aceitou a proposta de imediato. No entanto, considerando as dificuldades com que se defrontava o presidente, e uma vez que os partidos o haviam aprovado, retornou à noite com a resposta afirmativa. 
Licenciando-se da presidência da OAB, no mesmo 24 de agosto foi nomeado Ministro da Justiça do Governo Café Filho. Reuniu-se com as autoridades policiais pedindo-lhes o restabelecimento da ordem, sem violência. Desde o início de sua gestão, combateu as pretensões do jornalista Carlos Lacerda, que em seu jornal, Tribuna da Imprensa, liderava uma campanha pelo fechamento do vespertino getulista e agora de oposição Última Hora. Opondo-se com firmeza a essa ofensiva, à qual se aliavam vários setores civis do governo e altas patentes militares, denunciou a inconstitucionalidade da proposta. Em 14 de fevereiro, Miguel apresentou ao presidente seu pedido de demissão a Café Filho dada a turbulência política ligada à sucessão presidencial.
Ao deixar a pasta da Justiça, fez um discurso — que alcançou grande repercussão na imprensa — explicando as razões de sua exoneração. Reafirmando sua posição, já declarada anteriormente em resposta a Carlos Lacerda, que o chamara de inepto por não coordenar as candidaturas à presidência, declarou que tal função não lhe competia, nem ao Presidente da República. Substituído por Alexandre Marcondes Filho, dedicou-se a partir de então apenas à advocacia e logo em seguida reassumiu a Presidência da OAB, permanecendo no cargo até agosto de 1956. 
Em entrevista ao Centro de Pesquisa e Documentação de História Contemporânea do Brasil (CPDOC), Miguel levantou restrições à ação do general Henrique Lott, que se envolveu na política presidencial para garantir a eleição de Juscelino Kubitschek, alegando que, para evitar que a Constituição fosse violada, o próprio movimento a estiolou e abriu exceção para posteriores fraturas do texto constitucional. 
Apesar de ter sido duramente combatido por Carlos Lacerda no período de sua gestão no Ministério da Justiça, opôs-se com firmeza à proibição feita pelo governo ao então parlamentar, através da portaria baixada pelo Ministério da Viação em outubro de 1956, de se pronunciar em emissoras de rádio e de televisão. Com base nisso, escreveu um artigo intitulado Regime legal do rádio e da televisão em face da Constituição Federal, criticando a censura prévia do pensamento político, cuja livre manifestação era garantida constitucionalmente. Em meio a essa polêmica, foi convidado pela Câmara dos Deputados para fazer uma conferência sobre a Constituição de 1946, representando a OAB na solenidade comemorativa do décimo ano da promulgação da carta. Porém, diante da apreensão do jornal Tribuna da Imprensa, que, de acordo com sua tradição oposicionista, acusou o presidente Juscelino Kubitschek de estar "afinado com os comunistas" e "dominado por traidores", recusou-se a comparecer à Câmara, declarando que não se pronunciaria sobre uma Constituição que estava sendo desrespeitada. A conferência que não proferiu na ocasião resultou em um artigo publicado sob o título Treze anos de prática da Constituição: aplicação, omissões e distorções.

### Atuação jurídica a partir do Regime Militar brasileiro
Em setembro de 1961, logo após a renúncia de Jânio Quadros da presidência, em 25 de agosto, e em razão do veto dos três ministros militares à posse do vice-presidente João Goulart, o congresso aprovou a Emenda Constitucional nº 4 instituindo o parlamentarismo. Acompanhando como jurista os fatos desse período, em 1962 Miguel fez uma conferência no IAB de São Paulo intitulada O parlamentarismo no Ato Adicional. Em abril de 1966, por decreto do então presidente Castelo Branco, foi criada uma comissão de juristas, responsável pela elaboração de um anteprojeto constitucional que incorporasse à Constituição de 1946 toda a legislação de exceção, incluindo-se os atos e as emendas. Convidado a integrar a comissão, composta ainda por Levi Carneiro, Orozimbo Nonato e Themístocles Cavalcanti, Miguel foi o único que dela se desligou antes da conclusão dos trabalhos, por discordar sobretudo da manutenção no anteprojeto de eleições indiretas. Miguel escreveu diversos artigos e fez várias conferências analisando, sob o ponto de vista jurídico, a nova constituição e a nova Lei de Segurança Nacional, decretadas em 15 de março de 1967. Com a edição do Ato Institucional nº 5 (AI-5) em 13 de dezembro de 1968, manteve uma posição firme contra mais essa medida de exceção, combatendo, como jurista, a cassação dos mandatos eletivos, a suspensão dos direitos políticos, a supressão do habeas-corpus e a demissão sumária de magistrados.
Em abril de 1970 foi eleito presidente do IAB, durante o governo do general Garrastazu Médici. Seu discurso de posse, A legalidade democrática, gerou tal polêmica entre os políticos que foi considerado, até mesmo por seus críticos, uma apologia à liberdade e foi proibida sua publicação nos Anais da Câmara. Logo depois, durante a inauguração da sede paulista da OAB, pronunciou outra conferência, A missão do advogado e os direitos da pessoa humana, que foi publicada no jornal O Estado de S. Paulo com o título O advogado nos regimes de força. 
Em 1971, recebeu o título de doutor honoris causa da Faculdade de Direito da Universidade de São Paulo (USP). Concluindo sua gestão no IAB em abril de 1972, tornou-se membro efetivo do conselho superior dessa instituição. Na década de 1970, participou de todos os congressos jurídicos brasileiros e das conferências nacionais da OAB, às quais esteve presente desde a primeira, no fim da década de 1950. Em maio de 1978 denunciou em entrevista à imprensa o caos legislativo do país. Miguel foi consultado mais de uma vez pela imprensa sobre a reforma de reformulação da Lei de Segurança Nacional proposta ao presidente Ernesto Geisel e afirmou que a reformulação se impunha "como um dos caminhos para a devida proteção dos direitos individuais". Defendeu também a convocação de uma Assembleia Nacional Constituinte como o caminho adequado à construção de uma nova ordem institucional. Em 31 de dezembro, passou a defender a anistia como solução efetiva para os banidos e exilados espalhados pelo mundo a partir de 1964 e criticou o presidente Geisel por estar anunciando medidas que seriam implementadas apenas no governo de seu sucessor.

Durante toda a década de 1980, continuou exercendo a advocacia e proferindo palestras e conferências. Envolveu-se intensamente nas discussões nacionais a respeito da Constituição de 1988, em sua fase de elaboração. Sempre ligado às atividades da OAB, participou da decisão da entidade de apresentar o pedido de abertura do processo de impedimento do presidente Fernando Collor à Câmara em setembro de 1992. Ao longo desses anos colaborou com inúmeros artigos nas revistas Direito, Revista dos Tribunais, Revista Forense, Revista de Direito Público de São Paulo, Arquivo Judiciário, Revista de Direito Administrativo, Revista Brasileira de Estudos Políticos, Revista Jurídica, Revista de Direito Contemporâneo e Revista da Universidade Católica de Campinas. Dedicou-se também à reedição de sua obra jurídica, considerada pelos profissionais da área de consulta obrigatória tanto no Brasil como no exterior. Nos últimos anos de sua vida, foi redator-chefe da Revista Forense. Morreu no Rio de Janeiro em 29 de abril de 1993. Era casado com Benvinda Gentil de Seabra Fagundes, com quem teve dois filhos, ambos advogados: Eduardo Seabra Fagundes e Sérgio Seabra Fagundes.

## Publicações[4]
- O controle dos atos administrativos pelo poder judiciário, 1941.
- Da desapropriação no direito brasileiro, 1942.
- Da Proteção do individuo contra o ato administrativo ilegal ou injusto, 1944.
- Dos recursos ordinários em matéria civil, 1946.
- Pareceres do consultor Geral da república, volume único, fevereiro à setembro de 1946, 1947.
- As Forças armadas na Constituição, 1947 e 1955.
- Amaro Cavalcanti e as liberdades públicas, 1949.
- Reformas essenciais ao aperfeiçoamento das instituições políticas brasileiras, 1955.
- Treze anos de pratica da constituição, 1960.
- Da contribuição do codigo civil para o direito administrativo, 1964.
- O Poder judiciário na constituição de 1967, 1967.
- O sentido da legalidade no estado democratico, 1969.
- Novas perspectivas do federalismo brasileiro, 1969.
- A legalidade democrática, 1970.
- Os tribunais de contas e a moralidade administrativa, 1972.
- Estrutura constitucional brasileira, 1972.
- O mandado de segurança e o recurso de terceiro prejudicado, 1973.
- Direitos do homem, a ordem publica e a segurança nacional, 1974.
- A função política do Supremo Tribunal Federal, 1978.
- A Legitimidade do poder politico na experiencia brasileira, 1982.
- Da Encampação nas concessões de serviços publicos, 1985.
- A crise do Poder Judiciário, 1990.